# 褐斑刺尾魚
褐斑刺尾魚，又稱褐斑刺尾鯛，俗名薰衣草倒吊，為輻鰭魚綱鱸形目刺尾魚亞目刺尾魚科的其中一個種。1775年，由芬蘭探險家、東方學家和博物學家彼得·福斯科爾首次將本種正式描述為Chaetodon nigrofuscus，其模式產地為吉達。

## 分布
本魚分布於印度太平洋海域，包括紅海、東非、模里西斯、塞席爾、馬達加斯加、馬爾地夫、斯里蘭卡、印度、日本、台灣、菲律賓、印尼、馬來西亞、新幾內亞、澳洲、帛琉、密克羅尼西亞、馬里亞納群島、夏威夷群島、新喀里多尼亞、馬紹爾群島、索羅門群島、諾魯、斐濟群島、法屬玻里尼西亞等海域。

## 深度
水深0至25公尺。

## 特徵
本魚體呈橢圓形而側扁。體色為黑褐到黃褐色。背鰭及臀其後端基部各有一黑斑點。口小，端位，上下頜各具一列扁平齒，齒固定不可動，齒緣具缺刻。頭部及胸鰭前下方等區域布滿橘褐色斑點。成魚尾鰭成彎月形且有白色緣。尾棘溝有黑邊。背鰭硬棘9枚、背鰭軟條24至27枚、臀鰭硬棘3枚、臀鰭軟條22至24枚。體長可達21公分。尾柄上有倒刺，須注意以免割傷。

## 生態
本魚喜棲息於淺海之硬底質的內灣或向海礁坡地。成魚喜成群的覓食。屬於藻食性。

## 經濟利用
小型的食用魚，用以觀賞居多。食用時，剝皮，煮薑絲湯，肉質鮮美。